# Calle de la Chaussée en Argenteuil
Calle de la Chaussée en Argenteuil, también llamada Plaza de Argenteuil, es un cuadro del pintor francés de padres ingleses Alfred Sisley. Actualmente se encuentra en el Museo de Orsay (colección de Moreau-Nélaton) y fue adquirida en 1906 por donación de Étienne Moreau-Nélaton.

## Descripción de la obra
La pintura representa una perspectiva de la rue de la Chaussée, en la actualidad denominada rue du 8-Mai-1945. Al fondo se divisa la cúpula de Saint-Denys d'Argenteuil. 